# Champagne-en-Valromey
Champagne-en-Valromey is een gemeente in het Franse departement Ain (regio Auvergne-Rhône-Alpes).  De gemeente telde 826 inwoners op 1 januari 2022.
De gemeente is genoemd naar de landstreek Valromey, een deel van Bugey.

## Geografie
De oppervlakte van Champagne-en-Valromey bedroeg op 1 januari 2022 18,16 vierkante kilometer; de bevolkingsdichtheid was toen 45,5 inwoners per km². In de gemeente ontspringt de Groin. De rivier welt op uit een grottenstelsel dat gevuld wordt met doorsijpelend regen- en smeltwater.
De onderstaande kaart toont de ligging van Champagne-en-Valromey met de belangrijkste infrastructuur en aangrenzende gemeenten.

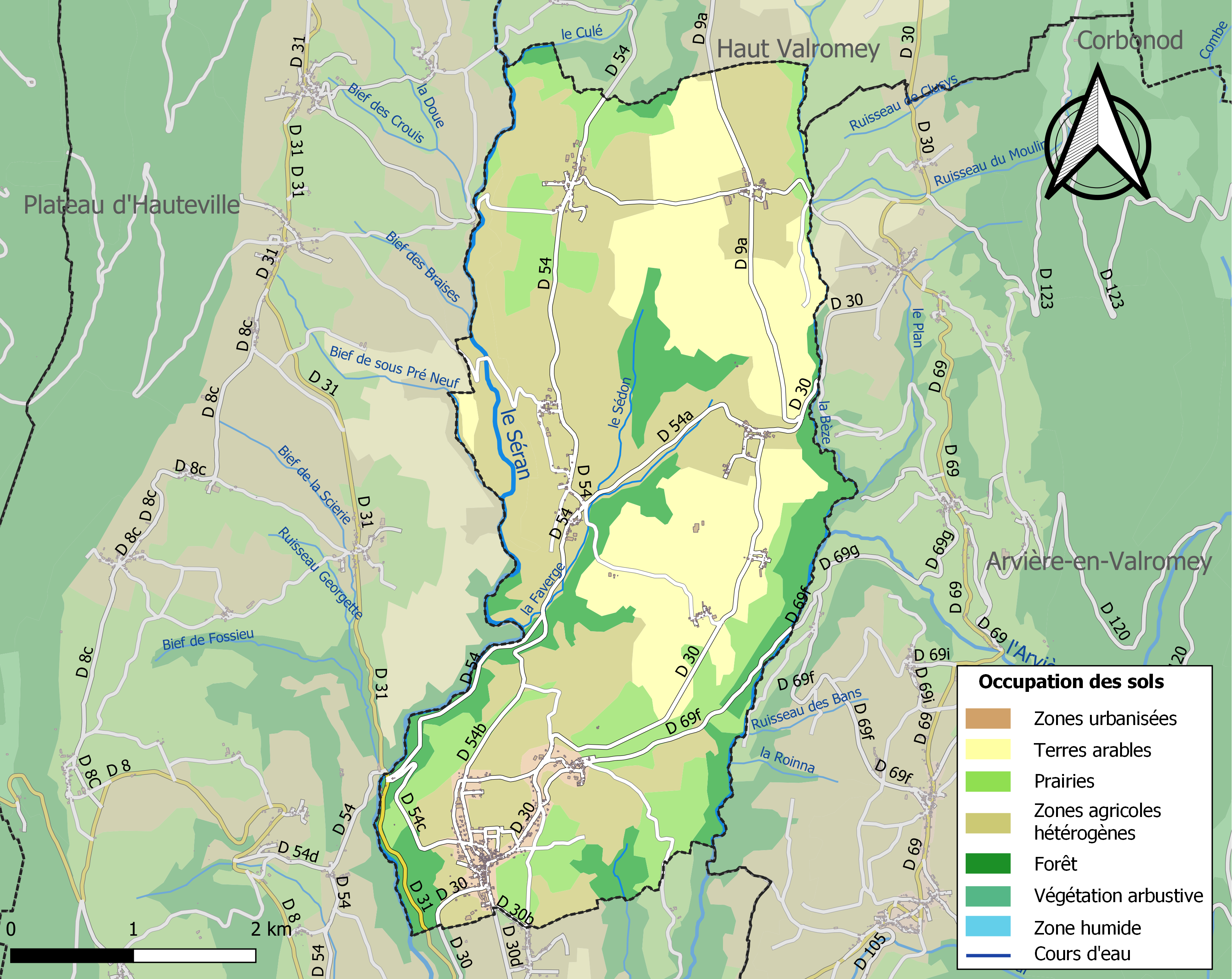

## Demografie
Onderstaande figuur toont het verloop van het inwoneraantal van Champagne-en-Valromey vanaf 1968. De cijfers zijn afkomstig van het Frans bureau voor statistiek en bevatten geen dubbel getelde personen (volgens de gehanteerde definitie population sans doubles comptes).
Vanwege een beveiligingsprobleem met de MediaWiki Graph-software is het momenteel niet mogelijk deze grafiek weer te geven. Zodra de software is bijgewerkt zal de grafiek vanzelf weer zichtbaar worden.